# Tetraphysa
Tetraphysa là chi thực vật có hoa trong họ Apocynaceae.